# مركزية الأجنبي
مركزية الأجنبي هي تفضيل للمنتجات أو الأساليب أو الأفكار الخاصة بثقافة شخص آخر بدلاً من الخاصة بالفرد ذاته. يعتبر هذا المفهوم نظرة ذاتية للنسبية الثقافية. أحد الأمثلة هي جعل البربري النبيل رومانتيكيًا في حركة البدائية بالقرن الثامن عشر في الفن والفلسفة والإثنوغرافيا الأوروبية

## أصل المصطلح
لقد تم استخدامها في الفلسفة الاجتماعية لوصف طبع أخلاقي معين.[بحاجة لمصدر] ويعتبر هذا المصطلح عكس المصطلح استعلاء عرقي، الذي وضعه عالم الاجتماع الأمريكي وليام جراهام سمنر في القرن التاسع عشر، الذي يصف الميول الطبيعية للفرد التي تضع قيمة متباينة للقيم والاعتقادات لثقافة الفرد المرتبطة بالآخرين.

## كتابات أخرى
- Merton, Robert K. "Insiders and outsiders: A chapter in the sociology of knowledge." American Journal of Sociology (1972): 9-47.